# Anne Jahren
Anne Jahren (Bærum, 20 de junio de 1963) es una deportista noruega que compitió en esquí de fondo. 
Participó en dos Juegos Olímpicos de Invierno, obteniendo en total tres medallas: oro y bronce en Sarajevo 1984, en la prueba de relevo (junto con Inger Helene Nybråten, Brit Pettersen y Berit Aunli) y los 20 km, y plata en Calgary 1988, en el relevo (con Trude Dybendahl, Marit Wold y Marianne Dahlmo).
Ganó cuatro medallas en el Campeonato Mundial de Esquí Nórdico entre los años 1985 y 1989.

## Palmarés internacional
| Juegos Olímpicos   | Juegos Olímpicos      | Juegos Olímpicos  | Juegos Olímpicos |
| Año                | Lugar                 | Medalla           | Prueba           |
| ------------------ | --------------------- | ----------------- | ---------------- |
| 1984               | Sarajevo (Yugoslavia) | Medalla de oro    | Relevo 4 × 5 km  |
| 1984               | Sarajevo (Yugoslavia) | Medalla de bronce | 20 km            |
| 1988               | Calgary (Canadá)      | Medalla de plata  | Relevo 4 × 5 km  |
| Campeonato Mundial |                       |                   |                  |
| Año                | Lugar                 | Medalla           | Prueba           |
| 1985               | Seefeld (Austria)     | Medalla de plata  | Relevo 4 × 5 km  |
| 1987               | Oberstdorf (RFA)      | Medalla de oro    | 10 km            |
| 1987               | Oberstdorf (RFA)      | Medalla de plata  | Relevo 4 × 5 km  |
| 1989               | Lahti (Finlandia)     | Medalla de bronce | Relevo 4 × 5 km  |